# 北海道立江差病院
北海道立江差病院（ほっかいどうりつえさしびょういん）は、北海道檜山郡江差町にある医療機関。北海道病院事業条例（昭和42年12月25日条例第45号）により設置された道立の病院である。江差町、上ノ国町、厚沢部町、乙部町、奥尻町の5町で構成される南檜山第二次保健医療福祉圏の中核医療機関であり、地域センター病院としての役割を担っている。同保健医療福祉圏の災害拠点病院であるほか、臨床研修指定病院、エイズ治療拠点病院の指定を受ける。

## 沿革
（この節の出典）
- 1948年8月1日 - 日本医療団の7病院が北海道に移管され、北海道立江差病院発足。
- 1969年3月20日 - 江差町円山に移転。
- 1997年3月28日 - 災害拠点病院の指定を受ける[3]
- 1998年7月10日 - 現在地に移転。

## 診療科
- 循環器科
- 消化器科
- 整形外科
- 外科
- 小児科
- 泌尿器科
- 神経精神科
- 呼吸器科
- 産婦人科
- 耳鼻咽喉科
- 眼科
- 皮膚科
- 神経内科
- 麻酔科
- 透析
- リハビリテーション科

2010年現在、常勤医がいるのは上から神経精神科までの7科のみで、呼吸器科や産婦人科などの科においては札幌医科大学の派遣医が対応している。産婦人科の分娩は休止中である。

## 医療機関の指定等
（下表の出典）
| 保険医療機関                           | 高齢者の医療の確保に関する法律（昭和57年法律第80号）第7条第1項に規定する医療保険各法及び同法に基づく療養等の給付の対象とならない医療並びに公費負担医療を行わない医療機関         | 労災保険指定医療機関                   |
| 指定自立支援医療機関（更生医療）       | 災害拠点病院（地域） | へき地医療拠点病院                     |
| 指定自立支援医療機関（精神通院医療）   | 身体障害者福祉法指定医の配置されている医療機関 | 臨床研修病院                           |
| 精神保健指定医の配置されている医療機関 | 生活保護法指定医療機関(中国残留邦人等の円滑な帰国の促進並びに永住帰国した中国残留邦人等及び特定配偶者の自立の支援に関する法律（平成６年法律第30号）に基づく指定医療機関を含む。) | 結核指定医療機関                       |
| エイズ治療拠点病院                     | 小児慢性特定疾患治療研究事業委託医療機関 | 原子爆弾被害者一般疾病医療取扱医療機関 |
| 地域周産期母子医療センター             | 第二種感染症指定医療機関 |                                        |

- 救急告示病院（二次救急）[6]
- このほか、各種法令による指定・認定病院であるとともに、各学会の認定施設でもある。

## 交通アクセス
- 函館バス「江差病院前」停留所下車[7]。